# جوردی سنس
جوردی سنس (اسپانیایی: Jordi Sans‎؛ زادهٔ ۳ آگوست ۱۹۶۵) بازیکن واترپلو اهل اسپانیا بود.
وی در مسابقات کشوری و بین‌المللی در مجموع برندهٔ ۲ مدال طلا، ۱ مدال نقره، ۱ مدال برنز شده‌است.